# 大屋駅
大屋駅（おおやえき）は、長野県上田市大屋にあるしなの鉄道しなの鉄道線の駅である。
当駅舎内に設置されている大屋駅郵便局についても解説する。

## 歴史
明治初期には諏訪地域の蚕糸業者は、甲州街道を使用して甲武鉄道の八王子駅まで生糸を陸送していたが、1888年（明治21年）に信越本線が開通すると、和田峠を越えて長久保宿経由で同線田中駅まで陸送するようになった。しかし諏訪地域から同駅までは遠く不便であったため、諏訪地方養蚕業者や地域住民が陳情を行った結果、日本初の請願駅として1896年（明治29年）に長久保宿により近い田中駅 - 上田駅間に当駅が開業した。これによって生糸の輸出港である横浜までの輸送時間が大幅に短縮され、輸出相場に対応した出荷が可能となった 。
日本初の請願駅として駅前に石の碑文が設置されており、こうした生糸輸送をめぐる当駅が持つ歴史的意義について、日本の産業近代化に貢献した産業遺産としての価値を持っていると評価されたことから、2007年（平成19年）には上田市の製糸関連遺産として信州大学繊維学部講堂等と共に、経済産業省の近代化産業遺産に認定された。
2024年（令和6年）2月26日より、大屋郵便局が駅舎内に移転して大屋駅郵便局となり、郵便局員が駅業務も行う。

### 年表
- 1896年（明治29年）1月20日：官設鉄道信越線の駅として開設[3][1][7]。
- 1918年（大正7年）11月21日：丸子鉄道（後の上田丸子電鉄）が開通、当駅に乗入れ[8]。
- 1925年（大正14年）8月1日：丸子鉄道が上田東駅まで延伸。スイッチバック方式交換駅となる。
- 1956年（昭和31年）4月：上田丸子電鉄丸子線大屋駅駅舎が完成。改札口が分離。
- 1969年（昭和44年）4月19日：上田丸子電鉄丸子線廃止（大屋駅舎は解体され、駐車場となった）。
- 1984年（昭和59年）
  - 1月15日：貨物取扱廃止[7]。
  - 2月1日：荷物扱い廃止[7]。
- 1987年（昭和62年）4月1日：国鉄分割民営化に伴い、東日本旅客鉄道（JR東日本）の駅となる[7]。
- 1997年（平成9年）10月1日：北陸新幹線開業に伴う経営分離に伴い、しなの鉄道に移管[7]。
- 2003年（平成15年）7月7日：駅待合室内に売店「アットライフ」が開業[9]。
- 2007年（平成19年）11月30日：経済産業省より近代化産業遺産群33に認定されることが公表される[1]。
- 2022年（令和4年）4月：土曜・休日を無人化[10]。
- 2024年（令和6年）2月26日：郵便局と一体化した駅舎に建て替えると共に、大屋駅郵便局（日本郵便）が受託する（後述）[2]簡易委託駅となる。
- 2026年（令和8年）春季：交通系ICカード「Suica」利用サービス開始（予定）[11]。

### 上田丸子電鉄大屋駅
上田丸子電鉄の電鉄大屋駅は、上田丸子電鉄丸子線が丸子鉄道線第1期線として開通した際、起点駅として新設された。開業時から貨物輸送の関係からスイッチバック機能を備えていて国鉄信越本線を介して貨車受渡しを行っていたが、第2期線として上田東駅まで延伸すると、珍しいスイッチバック方式列車交換駅となり線路が複雑となった。そこで1959年（昭和34年）には当時としては全国でも珍しい電気式系伝装置を装着し、交換を容易にする改良を行った。ホームは現駅舎の待合室の隣にあり、改札は丸子鉄道 - 上田丸子電鉄初期は共通であったが、1956年（昭和31年）に独自の駅舎が完成すると分離、廃止まで続いた。
当駅跡地は、現在しなの鉄道直営駐車場となっている。

## 駅構造
日本郵便が駅業務を受託している簡易委託駅であり、平日の郵便局営業時間内は当駅舎内にある大屋駅郵便局が駅業務の取扱を行なっている。相対式ホーム（下り線）及び島式ホーム（上り線）の2面2線を有する。以前は貨物列車用中線（JR時代に撤去）及び、上り待避線（しなの鉄道移管後に撤去）を有していた。またJR時代には特急「あさま」の一部も停車していた。木造駅舎を備える。
駅待合室では当時駅業務受託業者が運営する売店「アットライフ」が、平日・土曜のみ営業していたが、2016年1月時点では既に撤退していた。
駅舎切妻部分に、大屋の頭文字Oをかたどったと思われる飾りが付けられている。

### のりば
| 番線 | 路線          | 方向 | 行先       |
| ---- | ------------- | ---- | ---------- |
| 1    | ■しなの鉄道線 | 下り | 長野方面   |
| 2    | ■しなの鉄道線 | 上り | 軽井沢方面 |

- 当駅には発車ベルが設置されている。

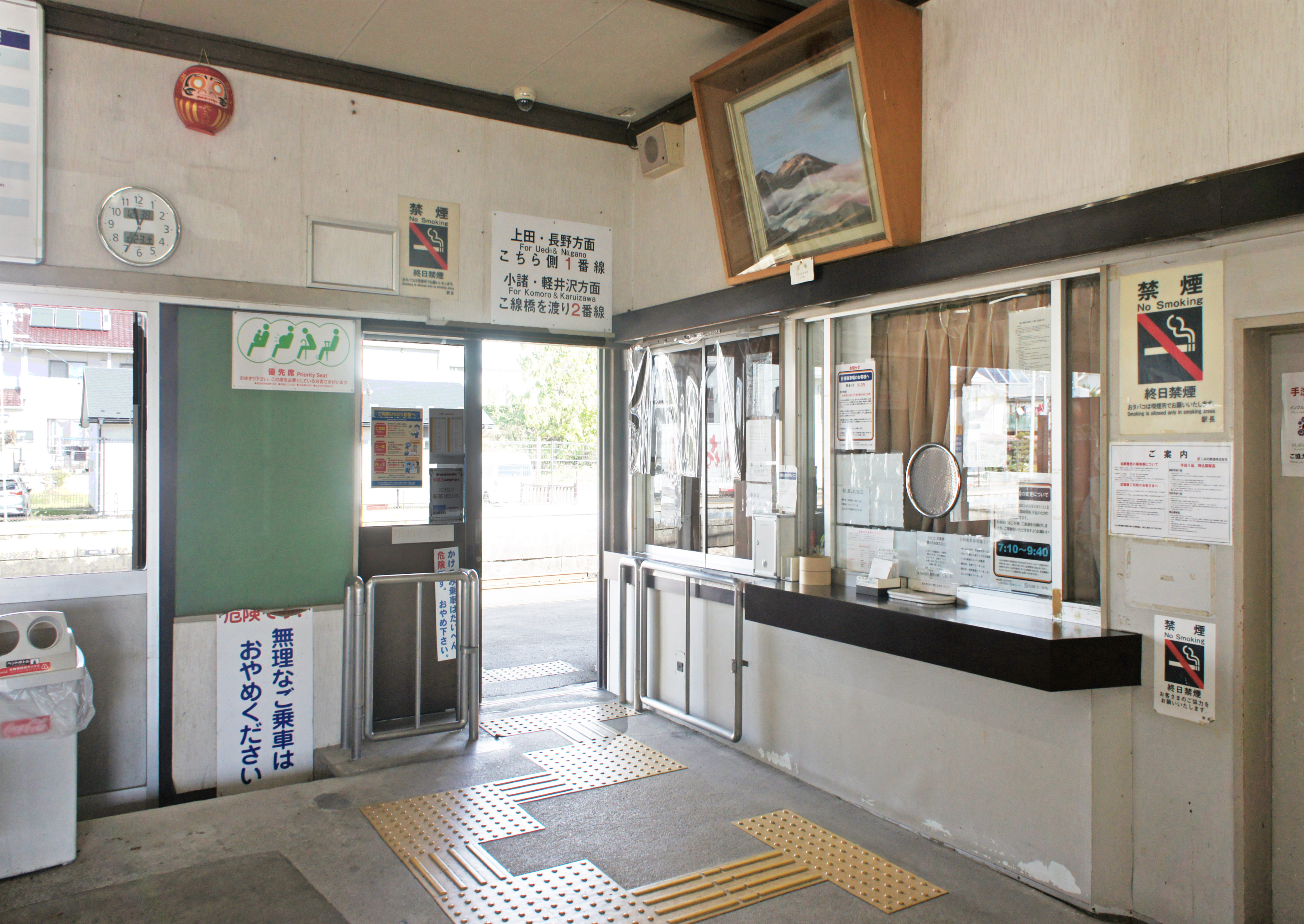
改札口（2021年10月）
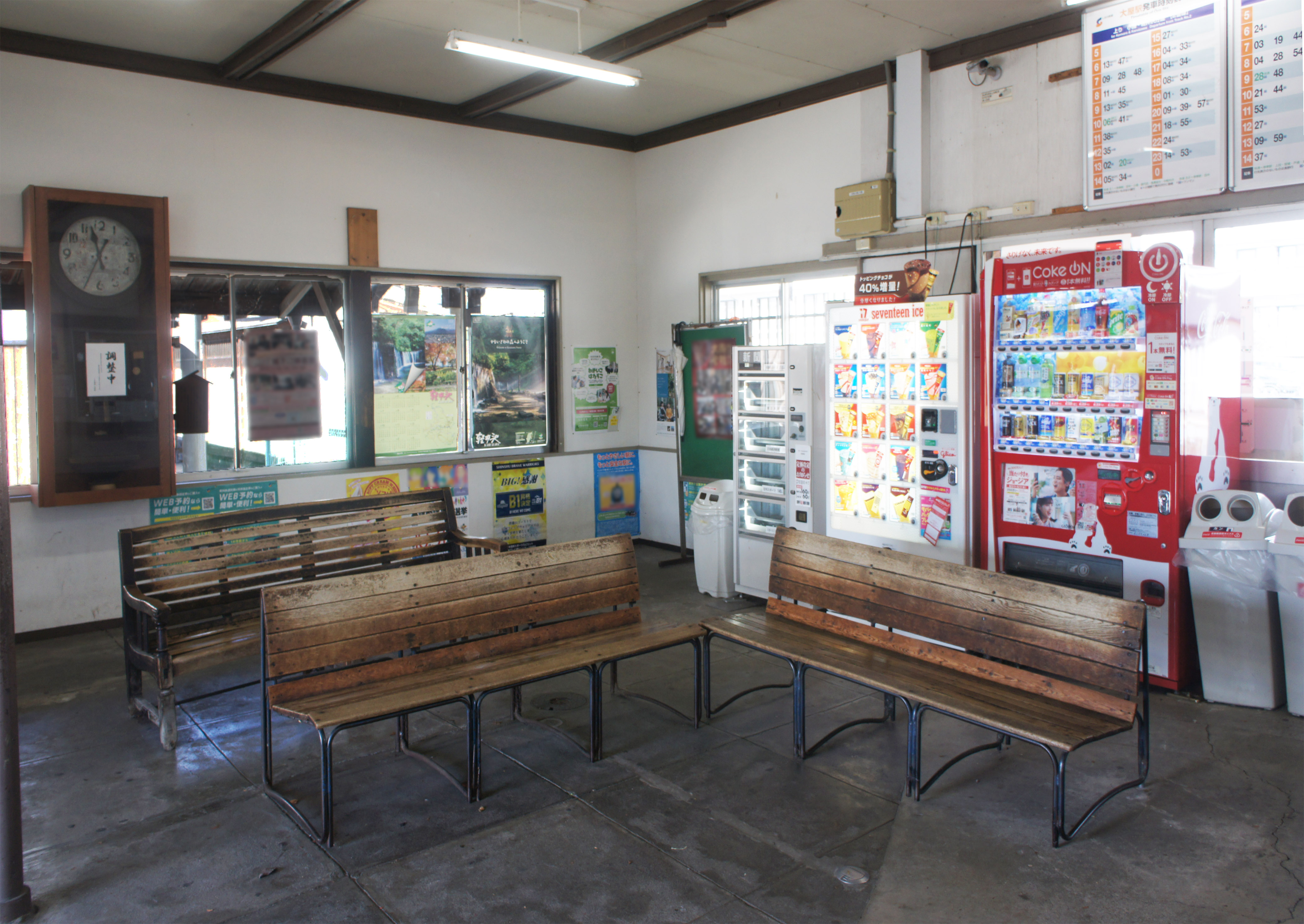
待合室（2021年10月）
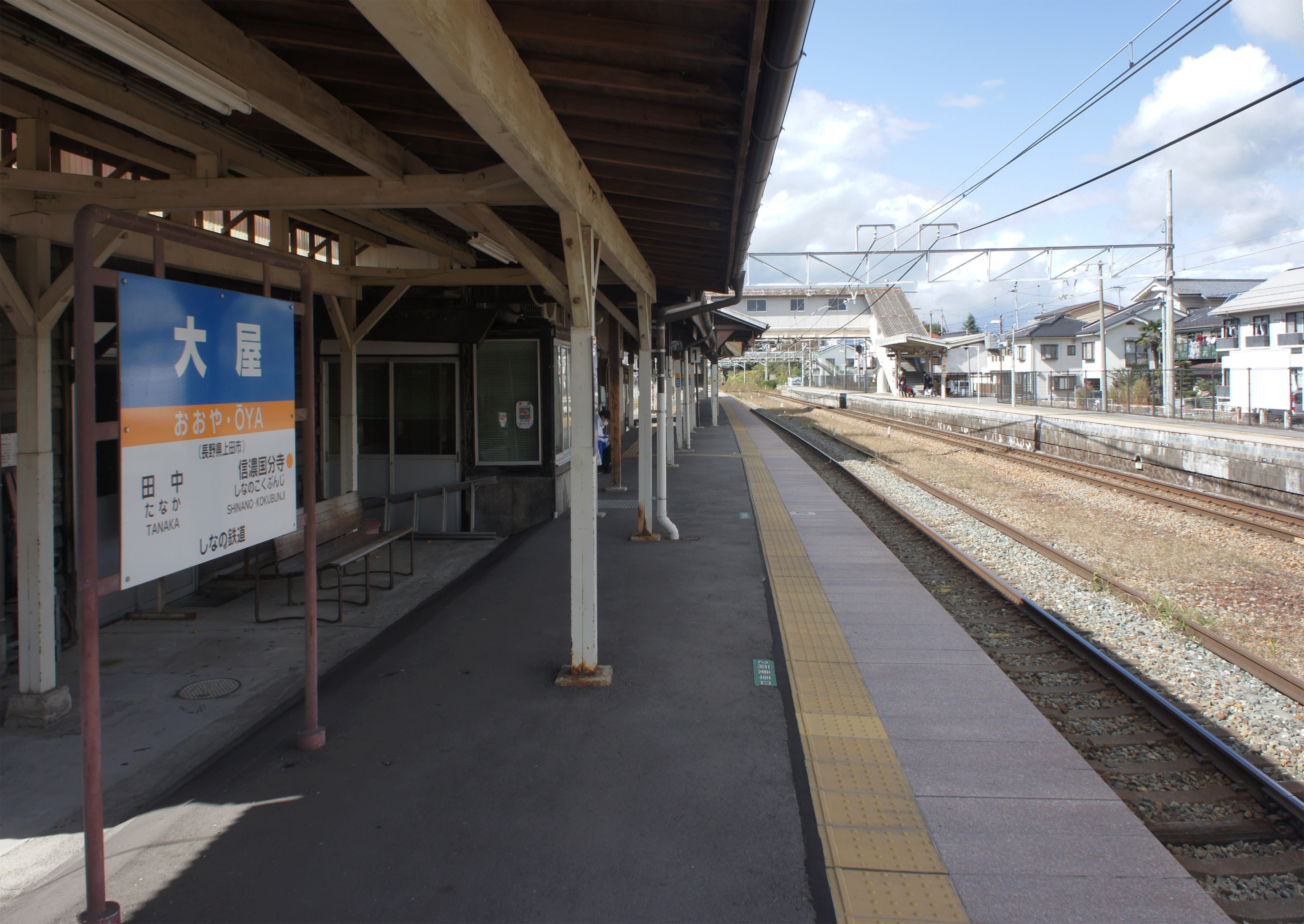
ホーム（2021年10月）

## 利用状況
「上田市の統計」によると、2021年度（令和3年度）の1日平均乗車人員は710人である。
2000年度（平成12年度）以降の推移は以下のとおりである。
| 乗車人員推移       | 乗車人員推移     | 乗車人員推移 |
| 年度               | 1日平均 乗車人員 | 出典         |
| ------------------ | ---------------- | ------------ |
| 2000年（平成12年） | 1,616            | [ 上田 2 ]   |
| 2001年（平成13年） | 1,556            | [ 上田 2 ]   |
| 2002年（平成14年） | 1,474            | [ 上田 2 ]   |
| 2003年（平成15年） | 1,410            | [ 上田 2 ]   |
| 2004年（平成16年） | 1,395            | [ 上田 2 ]   |
| 2005年（平成17年） | 1,356            | [ 上田 3 ]   |
| 2006年（平成18年） | 1,329            | [ 上田 3 ]   |
| 2007年（平成19年） | 1.254            | [ 上田 3 ]   |
| 2008年（平成20年） | 1,260            | [ 上田 3 ]   |
| 2009年（平成21年） | 1,192            | [ 上田 3 ]   |
| 2010年（平成22年） | 1,151            | [ 上田 4 ]   |
| 2011年（平成23年） | 1,150            | [ 上田 4 ]   |
| 2012年（平成24年） | 1,151            | [ 上田 4 ]   |
| 2013年（平成25年） | 1,181            | [ 上田 4 ]   |
| 2014年（平成26年） | 1,132            | [ 上田 4 ]   |
| 2015年（平成27年） | 1,112            | [ 上田 5 ]   |
| 2016年（平成28年） | 1,088            | [ 上田 5 ]   |
| 2017年（平成29年） | 1,041            | [ 上田 5 ]   |
| 2018年（平成30年） | 973              | [ 上田 5 ]   |
| 2019年（令和元年） | 839              | [ 上田 5 ]   |
| 2020年（令和02年） | 630              | [ 上田 1 ]   |
| 2021年（令和03年） | 710              | [ 上田 1 ]   |

## 駅周辺
付近を東御市との境界線が通っており、当駅舎から南へ約200cmのところで東御市との境界線が通っている。
- 千曲川
- 国道152号
  - 大屋橋
- 大屋郵便局
- ミスダ酒店 - 屋根に、明治時代の面影を残す蚕種造りと呼ばれる小さな屋根付きの気抜けがある駅前の酒店[6]。
- 海野宿[1]
- 信州国際音楽村[1]

## バス路線
上田駅方面行きと、JRバスは、駅ロータリーに進入せず、大屋駅前交差点南側の新聞販売店前（対面の居酒屋前）にて客扱いを行う。佐久上田線のみ国道18号線上大屋西交差点東側付近（徒歩約5分）に停留所（大屋北）があったが2021年9月末を以て廃止されている。なおその他現存のバス停は駅正面左側に停留所がある。
JRバス関東
- 姫木平中央
- 上田駅

千曲バス
- 丸子駅、鹿教湯温泉、奥鹿教湯（鹿教湯三才山病院）
- 下沖（土曜休日運休）
- 下秋和車庫前

東信観光バス
- 芦田（立科町役場前）

上田市 オレンジバス　
- 神川・神科コース：火・金曜日のみ運行で1日2便運行。駅前ロータリー発着

上田市 丸子地域循環バス まりんこ号　
- 東コース：石井バス停（県道大屋芦田線石井交差点東側付近。東信観光バス、または徒歩にて連絡。約500メートル）1日上下2便ずつ運行

## 大屋駅郵便局

### 沿革
- 2023年（令和5年）
  - 2月27日：長野県の賑わい創出の寄与を目的に、当局業務と大屋駅窓口業務の一体的な運営を開始すると発表[14]。地方鉄道における駅業務と郵便局の一体運営は当局が全国初の事例である[14]。
  - 3月3日：日本郵便信越支社としなの鉄道が、上記に関する協定を締結[14]。
- 2024年（令和6年）2月26日：大屋郵便局が当駅舎内に移転し、大屋駅郵便局へ改称[2]。

### 取扱内容
- 郵便、印紙、ゆうパック[2][13]
- 貯金、為替、振替等[2][13]
- 生命保険、バイク自賠責保険、がん保険など[2][13]
- カタログ販売、店頭販売[2][13]
- ゆうちょ銀行ATM[2][13]
- 特別企画乗車券等の販売、しなの鉄道に関する照会窓口（インターホン・電話番号）の案内等[2]

## 隣の駅
しなの鉄道
■しなの鉄道線
- 観光列車「ろくもん」停車駅

□快速
田中駅 - 大屋駅 - 上田駅
■普通
田中駅 - 大屋駅 - 信濃国分寺駅

### かつて存在した路線
上田丸子電鉄
■丸子線（廃止時点）
東特前駅 - 電鉄大屋駅 - 信濃石井駅

### 記事本文